# Rivière au Serpent Sud-Ouest
Rivière au Serpent Sud-Ouest är ett vattendrag i Kanada.   Det ligger i provinsen Québec, i den östra delen av landet, 600 km nordost om huvudstaden Ottawa.
I omgivningarna runt Rivière au Serpent Sud-Ouest växer i huvudsak barrskog. Trakten runt Rivière au Serpent Sud-Ouest är nära nog obefolkad, med mindre än två invånare per kvadratkilometer.